# Iochroma arborescens
Iochroma arborescens (sin. Acnistus arborescens), grm ili drvo iz porodice pomoćnica nekad uključivan u vlastiti rod Acnistus. Raširen je po Srednjoj, Antilskoj i tropskoj Južnoj Americi
A. arborescens je grm ili manje stablo koje može narasti od 3 do 6 metara, a izuzetno do 12 metara. Plod je žuta bobica, za koju Johannes Cornelius Theodorus Uphof (1959) kaže da se koristi za izradu želea, ali bez detaljnijeg opisa o tome
- Grm, Marie Selby Botanical Gardens - Sarasota, Florida, USA.
- Zeleni plodovi
- Zeleni plodovi
- Acnistus arborescens, Westwood, Los Angeles, Kalifornija.